# Tangipahoa Tourism $25,000 Women'S Pro Classic
Il Tangipahoa Tourism $25,000 Women'S Pro Classic è un torneo professionistico di tennis giocato su campi in cemento. Fa parte dell'ITF Women's Circuit. Si gioca annualmente a Hammond negli Stati Uniti.

## Albo d'oro

### Singolare
| Anno | Campionessa     | Finalista        | Punteggio |
| ---- | --------------- | ---------------- | --------- |
| 2010 | Zhang Shuai     | Jamie Hampton    | 6–2 6–1   |
| 2011 | Madison Brengle | Stéphanie Foretz | 6-3, 6-3  |

### Doppio
| Anno | Campionesse                  | Finaliste                          | Punteggio |
| ---- | ---------------------------- | ---------------------------------- | --------- |
| 2010 | Xu Yifan Zhou Yi-Miao        | Christina Fusano Courtney Nagle    | 6–2 6–2   |
| 2011 | Julie Ditty Christina Fusano | Mervana Jugić-Salkić Melanie South | 6-3, 6-3  |